# ノイズミュージック

ノイズミュージック (Noise music) は、音楽の一ジャンルである。実験音楽、前衛音楽、フリー・ジャズ、アンダーグラウンドなロック音楽の一部が、ノイズ音楽に含まれると見られている。
本項では主にロックの系譜で発展してきた非アカデミック分野で語られるノイズミュージックについて解説する。

## 概要
いわゆる音楽的常識からは音楽と見なされないものを演奏または録音し、楽曲を構成していく音楽。その名前自体がこのジャンルの特徴を簡潔に言い表しており、リズムや旋律は原則として内包せず、また重要ではない。ノイズ芸術自体は、1910年代をルーツとしている。

## 詳細
演奏や作曲の手法によって規定されるジャンルではなく、個々のアーティスト・作品によって様々な演奏や作曲手法が試行錯誤されている。
ノイズ・ミュージック制作のためにはエフェクト・ペダルやシンセサイザー等の楽器のみならず、本来楽器では無い電化製品、「ドラム缶」や鉄板などの金属、雪や石などの自然物、洗濯板、カセットテープ、ターンテーブル、自作楽器、マイク、電話機、環境音、他人の録音物他ありとあらゆるものが用いられた。奏法や作曲についても現代音楽や実験音楽、サウンド・アート、ダダ、フルクサス、シュール・レアリズム、インダストリアル、フリー・ジャズ、オルタナティヴ・ロックやパンク・ロックの手法を引用するなどしてあらゆるアイデアが試された。また、アートの視覚面・パフォーマンス面でもノイズ・イメージの表現のために様々な試行錯誤が行われてきた。

### ノイズ・ミュージックにおいて過去に行われた演奏/手法とパフォーマンス内容
- 陰茎を掃除機で吸い込み、引き抜くことで破裂音を出す(THE GEROGERIGEGEGE)[1]
- 陰茎を擦ることで摩擦音を出す(THE GEROGERIGEGEGE)[2]
- 他者の著作物を自作と偽り発表する(Mauthausen Orchestra)[3]

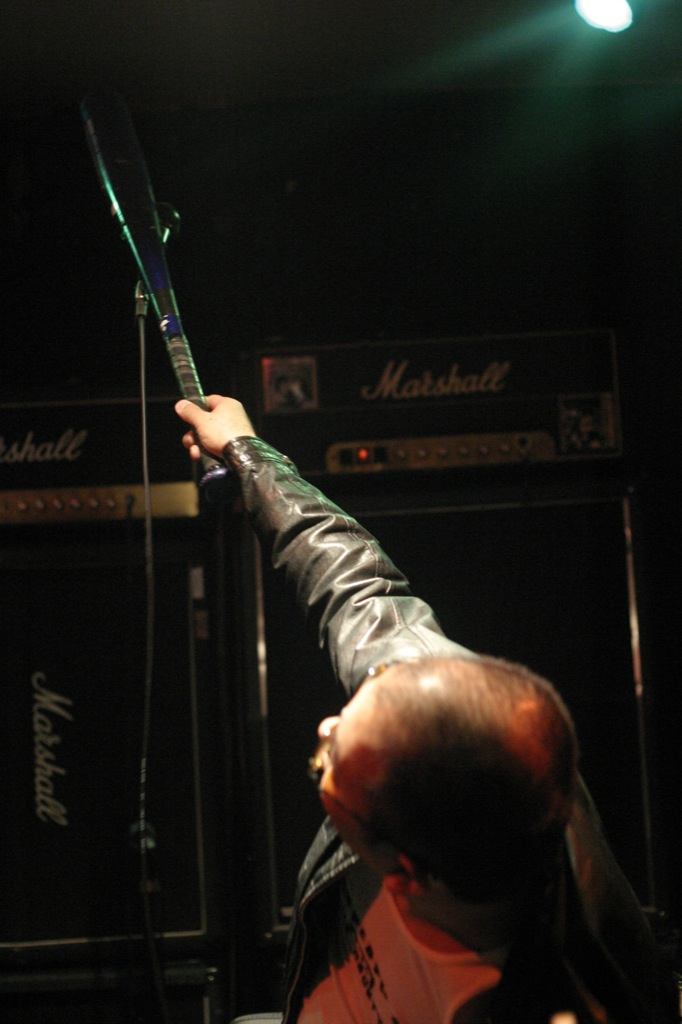
非常階段

- ステージで排泄する(非常階段)[4]
- バットで観客に殴りかかる(非常階段)[5]

### ノイズ・ミュージックにおいて録音・ライブにて行われる典型的な演奏手法
- ミキサーのアウトプットからインプットへ音がループするように接続し、ミキサー内でフィードバックを発生させ用いる
- コンタクトマイクを楽器以外のもの(鉄屑等)に貼り付け、音を増幅して用いる(The New Blockaders) [6]
- 集団で物を壊す(The New Blockaders)[6]
- 各種マイクから拾った音や様々な楽器から出した音をギター用エフェクターで増幅・加工させる。複数のエフェクターを繋げるのが典型的手法である。
- PCを使用する。

## 未来派
イタリアの未来派芸術家ルイージ・ルッソロは1913年3月11日、論文『騒音芸術（L'arte dei rumori）』を発表し、世に問うた。ルッソロは実演用に「騒音」を出せる特製の楽器イントナルモーリを発明し、実作した。実物は第二次世界大戦で焼失したが、音色の記録は残っており今でも聴くことができる。

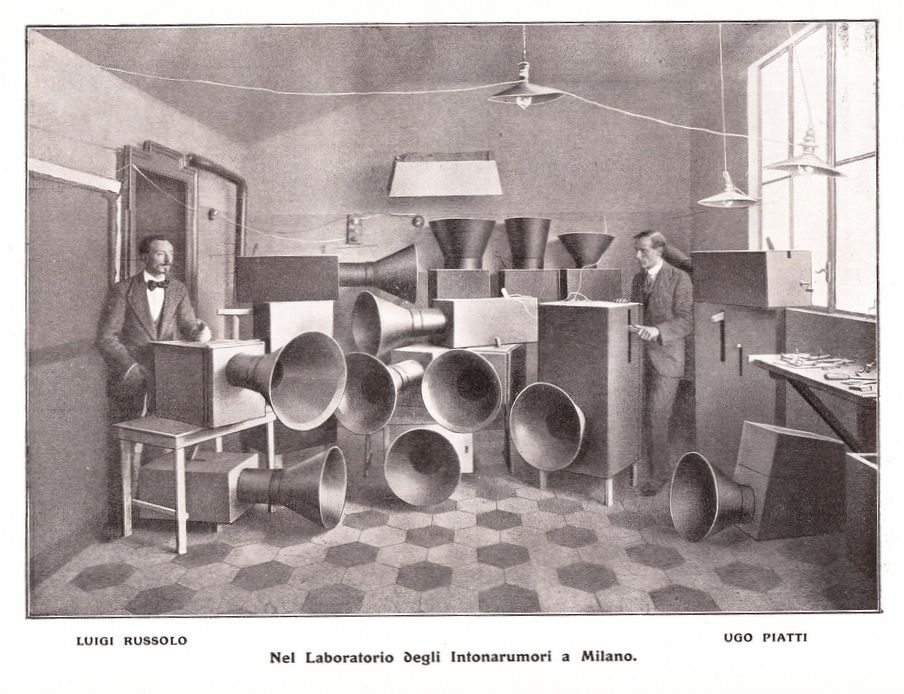
ルッソロの制作したイントナルモーリ。

### 聞くことの転換と社会の変容
ルッソロが主張するのは「音楽の否定」である。

工場,駅,大船,飛行機といったさまざまな機械装置から生み出される音から出発して、ルッソロは騒音の芸術という思想を提示することになる。1913年3月、ルッソロは『騒音の芸術』という宣言を発表し、新たな音楽のあり方を基礎づけようとする。ルッソロが主張するのは「音楽の否定」であると同時に、未来派にふさわしい仕方による音楽の創造である。彼はまず、同時代の生活においてあらわれてきた機の騒音について取り上げる。「古代の生活はすべて沈黙であった。19世紀に、機械の発明にともなって騒音は生まれた。今日では騒音は勝利をおさめ、人類の感性を支配統治している」。これまでの人類の生活では、雷や大雨などの天変地異のほかには大きな騒音がなかったけれども、機械化や工業化が進むにつれて、人類はいつでも騒音に取り囲まれるようになった。他方でルッソロは音楽の歴史について、音楽がより複雑なポリフォニーとより多様な音色へと向かってきていることを論じる。ハーモニーのない和音の激しさには耐えられなかっただろう(中略)。しかし私たちの耳はそうした和音を楽しんでいる。というのも私たちの耳はすでに、変化に富んで騒音に満ちあふれた現代生活へとしつけられているからである」(AN,24)。

ルッソロは現代機械文明を称揚する。

現代の私たちは、工業機械の騒音にすっかり包囲されてしまっているので、ベートーヴェンの《英雄》や《田園》の音を聞き直すよりも,路面電車,自動車のエンジン,騒々しい群衆が出しているような新たなタイプの音に向かうべきだというわけである。「私たちは楽音(sound)というかぎられた範囲を打ち破らればならない。そして、無限の多様性を有するような楽音としての騒音(noise-sound)を獲得せねばならないのだ」(AN,25)。こうしてルッソロは、騒音がもつ固有の美を掲り出していく。

## 70年代以降のノイズ
ルー・リードの2枚組アルバム『メタル・マシーン・ミュージック』（1975年）は、ノイズ音楽にとって画期的な分岐点となった。しかし1970年代も後半になると雑音主義にも陰りが見え始め、雑音を追求する人々はもっぱらポピュラー音楽の畑に移ったと考えられている。その境目は1979年頃である。パンク・ロックの大流行以後にイギリスでデビュ－したキャバレー・ヴォルテール、スロッビング・グリッスルなどのバンドが先導したインダストリアルが提示した退廃的なテーマやアートワーク、サウンドスタイルは、その後のノイズ・ミュージックに影響を与えた。
1978年にグレアム・レベルとニールヒルがオーストラリアの精神病院で結成したSPKの初期の攻撃性や、1980年にMBとして活動開始したイタリアのマウリツィオ・ビアンキの初期作品の腐食したサウンドなどは、より直接的にノイズ・ミュージックの雛形を示唆した。

## パワー・エレクトロニクス
パワー・エレクトロニクス (音楽)はノイズ・ミュージックの一種で、一般的には静電気、金切り声のようなフィードバックの波、アナログ・シンセサイザーによるサブベース・パルスや高周波の鳴き声、（時には）悲鳴のような歪んだヴォーカルで構成される。このジャンルは、インダストリアルからの影響を受けていることで知られている。
パワー・エレクトロニクスは、一般的にノイズ・ミュージックと同様に無調である。その過剰なサウンドに合わせるように、パワーエレクトロニクスは歌詞、アルバム・アート、ライブ・パフォーマンスなど、極端なテーマ性と視覚的コンテンツに大きく依存する。
パワー・エレクトロニクスは、初期のインダストリアル・レコード・シーンと関係があるが、後にノイズ・ミュージックと連携するようになった。

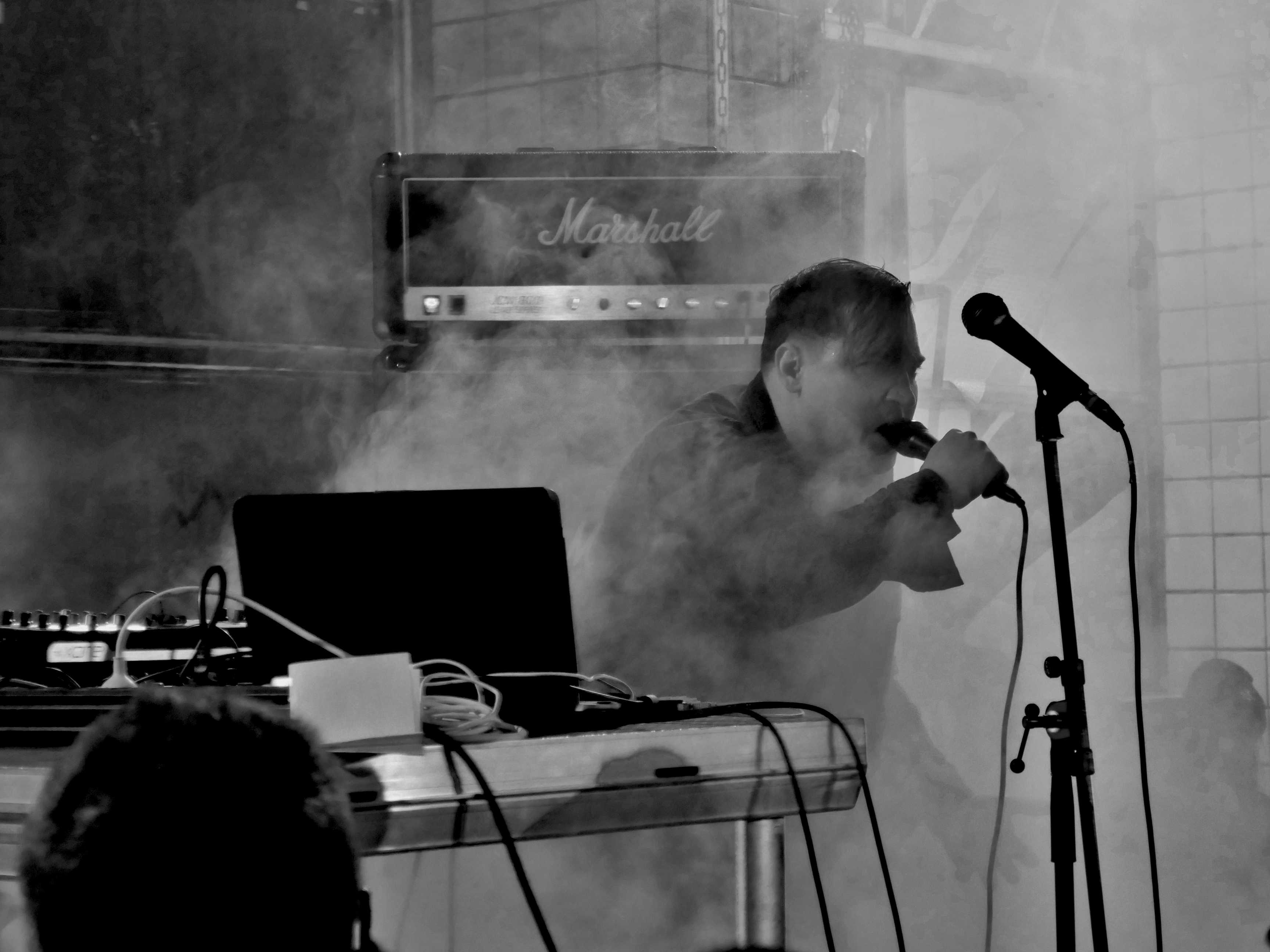
パワー・エレクトロニクス演奏の一例(Prurient)

代表的アーティスト：WHITE HOUSE、SUTCLIFFE JUGENT、CON-DOM、GENOCIDE ORGAN、PRURIENT

## ハーシュ・ノイズ
金属片やシンセサイザー、もしくはミキサーフィードバック等を発信源にしてギターペダルやミキサー、アンプでそれらを増幅変調させた聴覚上暴力的でエネルギッシュなフォーマットがHARSH NOISEとして認知され90年代頃に定着した。

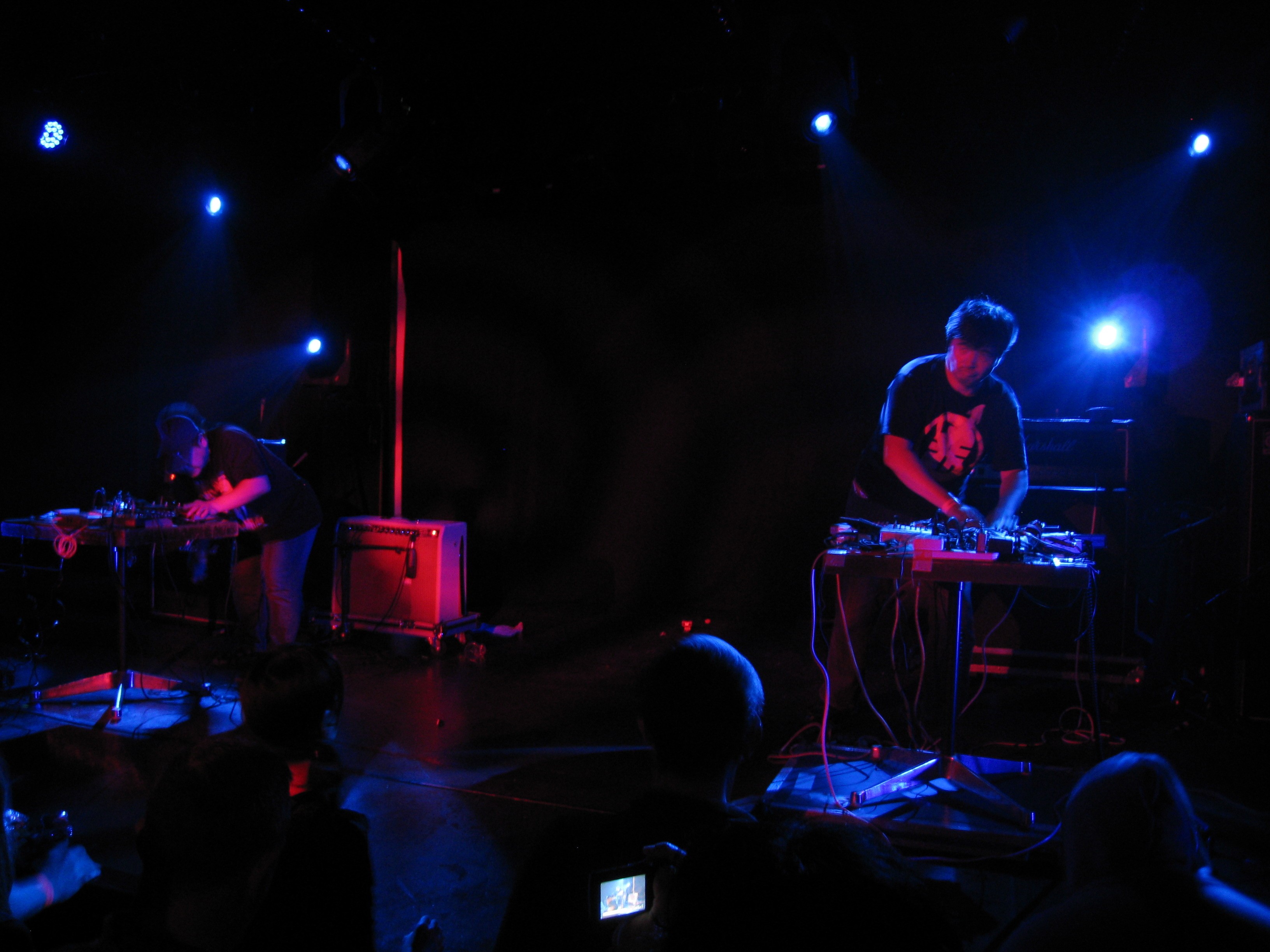
ハーシュ・ノイズ演奏の一例(Incapacitants)

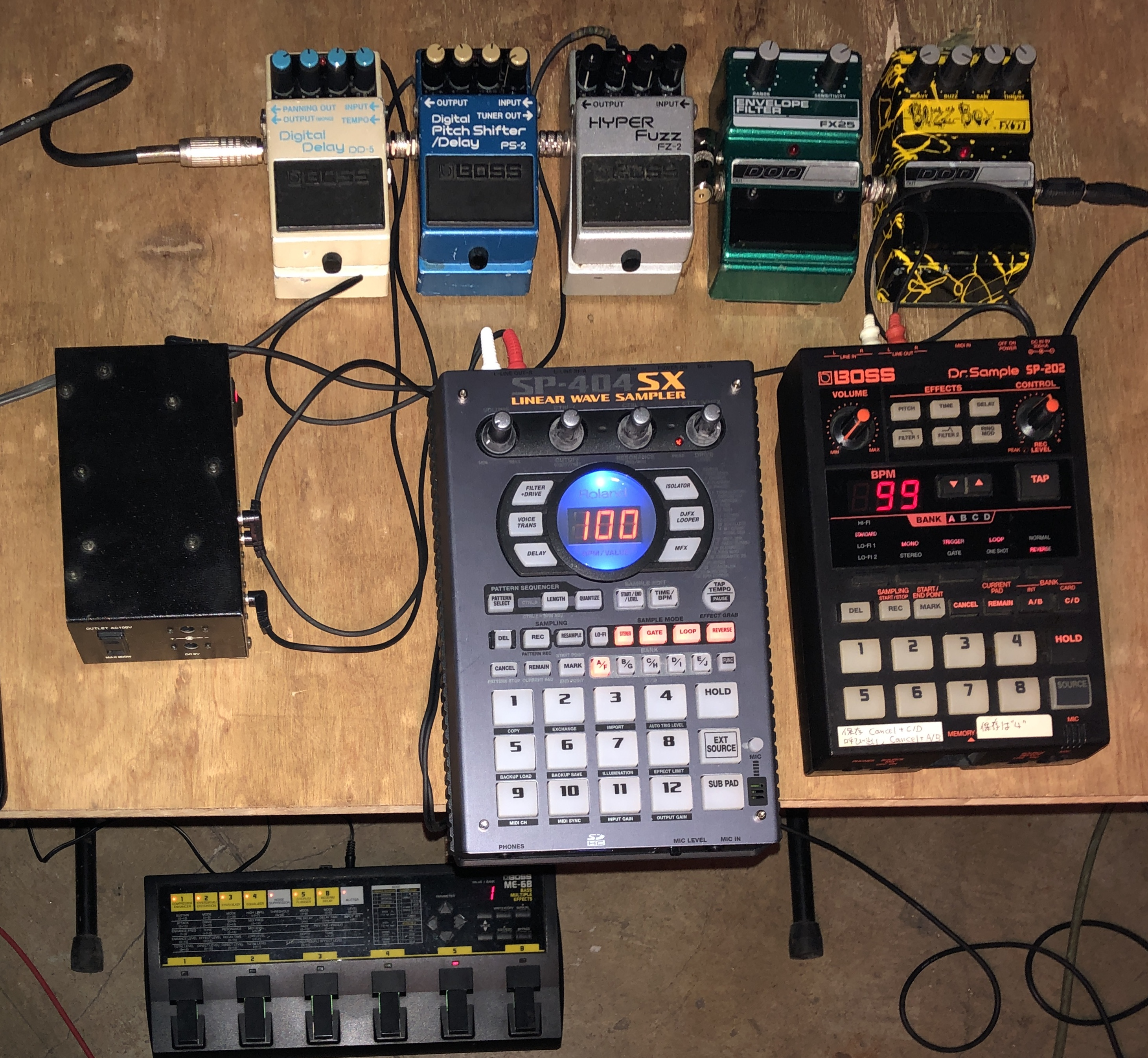
ハーシュノイズのライブ演奏に用いられるペダルボードの一例　(Timișoara)

代表的アーティスト ：　MERZBOW,MACRONYMPHA, C.C.C.C.,INCAPACITANTS

## ハーシュ・ノイズ・ウォール
カナダ・バンクーバーのアーティスト・SAM MCKINLAYのノイズ・ミュージック・ユニット"THE RITA"のサウンドスタイルに呼応したフランスのアーティストRomain Perrot は、VOMIRの名でソロ・ノイズ・ユニットを開始し、2006年にOrdre Abîmisteの変名で"HNW宣言"を発表した。この文書はフランスのレコードストア・BIMBO TOWER等で配布された。宣言の指し示す価値観及び演奏の放棄と音色の無変化を徹底したサウンドスタイルは世界中の他のノイズ・アーティストに模倣・再生産され、ハーシュ・ノイズ・ウォールという新しいジャンル/運動を生み出した。

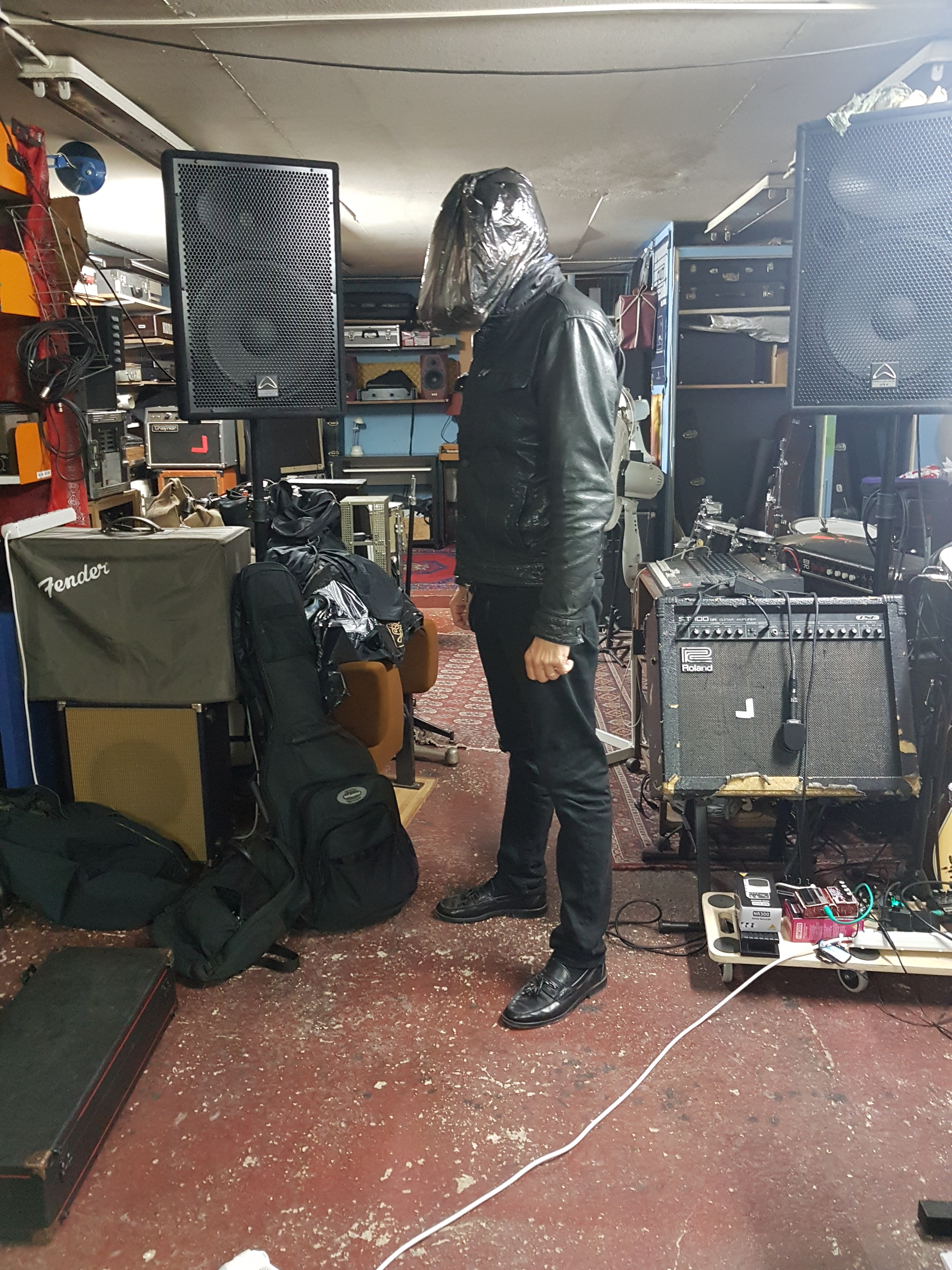
ハーシュ・ノイズ・ウォールの演奏の一例(VOMIR)

代表的アーティスト：　VOMIR, THE RITA